# 야사카촌 (시마네현)
야사카촌(弥栄村)은 시마네현 서부에 있던 촌이며 나카군에 속했다.
2005년 10월 1일에 하마다시·나카군 가나기정·아사히정·미스미정과 합병해 새로운 하마다시가 되어 소멸하였다.

## 역사
- 1956년 8월 1일 - 야스기촌, 기쓰카촌이 합병해 성립하였다.
- 2005년 10월 1일 -  하마다시·나카군 가나기정·아사히정·미스미정과 합병해 새로운 하마다시가 성립하였다. 동일 야사카촌은 폐지되었다.